# Мис апостола Андрія
35°41′43″ пн. ш. 34°35′19″ сх. д. / 35.69528° пн. ш. 34.58861° сх. д.
Мис Апостола Андрія (грец. Ακρωτήριο Αποστόλου Ανδρέα, «Мис Святого Андрія»; тур. Zafer Burnu, «Мис Перемоги») — крайня північно-східна точка (мис) середземноморського острова Кіпр на півострові     Карпас (35°41.70′ пн. ш. 34°35.20′ сх. д. / 35.69500° пн. ш. 34.58667° сх. д.) 
З  1974 територія знаходиться під контролем Турецької Республіки Північного Кіпру.  Свою назву мис отримав від однієї із святинь Кіпрської православної церкви монастиря  імені  Апостола Андрія, який  знаходиться в 5 км на південному західі від мису.
Місто Латакія в Сирії розташоване приблизно за 109 км на схід.